# Milichiella cavernae
Milichiella cavernae är en tvåvingeart som beskrevs av Irina Brake år 2009. Milichiella cavernae ingår i släktet Milichiella och familjen sprickflugor. Inom Milichiella tillhör arten artgruppen Cinerea.

## Utbredning
Artens utbredningsområde är Central- och Sydamerika. Arten har hittats i Argentina, Brasilien, Honduras, Jamaica, Panama, Trinidad och Tobago och Venezuela.

## Utseende
Kroppslängden är 2,2 mm och vinglängden 2,2 mm. Arten har vita vingar med gula vener och svarta halterer, färgen på vingarna och haltererna kan användas för artbestämning och för att skilja arten från närbesläktade arter.